# Edoardo Mangiarotti
Edoardo Mangiarotti (Renate, 7 de abril de 1919-Milán, 25 de mayo de 2012) fue un deportista italiano que compitió en esgrima, especialista en las modalidades de florete y espada.
Participó en cinco Juegos Olímpicos de Verano entre los años 1936 y 1960, obteniendo en total trece medallas: seis de oro, cinco de plata y dos de bronce. Ganó veinticuatro medallas en el Campeonato Mundial de Esgrima entre los años 1937 y 1958.

## Palmarés internacional
| Juegos Olímpicos   | Juegos Olímpicos            | Juegos Olímpicos  | Juegos Olímpicos    |
| Año                | Lugar                       | Medalla           | Prueba              |
| ------------------ | --------------------------- | ----------------- | ------------------- |
| 1936               | Berlín (Alemania)           | Medalla de oro    | Espada por equipos  |
| 1948               | Londres (Reino Unido)       | Medalla de plata  | Florete por equipos |
| 1948               | Londres (Reino Unido)       | Medalla de plata  | Espada por equipos  |
| 1948               | Londres (Reino Unido)       | Medalla de bronce | Espada individual   |
| 1952               | Helsinki (Finlandia)        | Medalla de oro    | Espada individual   |
| 1952               | Helsinki (Finlandia)        | Medalla de oro    | Espada por equipos  |
| 1952               | Helsinki (Finlandia)        | Medalla de plata  | Florete individual  |
| 1952               | Helsinki (Finlandia)        | Medalla de plata  | Florete por equipos |
| 1956               | Melbourne (Australia)       | Medalla de oro    | Florete por equipos |
| 1956               | Melbourne (Australia)       | Medalla de oro    | Espada por equipos  |
| 1956               | Melbourne (Australia)       | Medalla de bronce | Espada individual   |
| 1960               | Roma (Italia)               | Medalla de oro    | Espada por equipos  |
| 1960               | Roma (Italia)               | Medalla de plata  | Florete por equipos |
| Campeonato Mundial |                             |                   |                     |
| Año                | Lugar                       | Medalla           | Prueba              |
| 1937               | París (Francia)             | Medalla de oro    | Espada por equipos  |
| 1938               | Pieštany (Checoslovaquia)   | Medalla de plata  | Espada individual   |
| 1938               | Pieštany (Checoslovaquia)   | Medalla de bronce | Espada por equipos  |
| 1947               | Lisboa (Portugal)           | Medalla de bronce | Florete individual  |
| 1947               | Lisboa (Portugal)           | Medalla de bronce | Espada por equipos  |
| 1949               | El Cairo (Egipto)           | Medalla de oro    | Espada por equipos  |
| 1949               | El Cairo (Egipto)           | Medalla de oro    | Florete por equipos |
| 1950               | Montecarlo (Mónaco)         | Medalla de oro    | Florete por equipos |
| 1950               | Montecarlo (Mónaco)         | Medalla de oro    | Espada por equipos  |
| 1951               | Estocolmo (Suecia)          | Medalla de oro    | Espada individual   |
| 1951               | Estocolmo (Suecia)          | Medalla de plata  | Florete individual  |
| 1951               | Estocolmo (Suecia)          | Medalla de plata  | Florete por equipos |
| 1953               | Bruselas (Bélgica)          | Medalla de oro    | Espada por equipos  |
| 1953               | Bruselas (Bélgica)          | Medalla de plata  | Florete individual  |
| 1953               | Bruselas (Bélgica)          | Medalla de plata  | Florete por equipos |
| 1954               | Luxemburgo (Luxemburgo)     | Medalla de oro    | Espada individual   |
| 1954               | Luxemburgo (Luxemburgo)     | Medalla de oro    | Espada por equipos  |
| 1954               | Luxemburgo (Luxemburgo)     | Medalla de oro    | Florete por equipos |
| 1954               | Luxemburgo (Luxemburgo)     | Medalla de plata  | Florete individual  |
| 1955               | Roma (Italia)               | Medalla de oro    | Florete por equipos |
| 1955               | Roma (Italia)               | Medalla de oro    | Espada por equipos  |
| 1958               | Filadelfia (Estados Unidos) | Medalla de oro    | Espada por equipos  |
| 1958               | Filadelfia (Estados Unidos) | Medalla de plata  | Espada individual   |
| 1958               | Filadelfia (Estados Unidos) | Medalla de bronce | Florete por equipos |